# 代 (加利福尼亞州)
代是位於美國加利福尼亞州莫多克縣的一個非建制地區。該地的面積和人口皆未知。

## 地理
代的座標為41°12′42″N 121°22′28″W / 41.21167°N 121.37444°W，而該地的平均海拔高度為1111米（即3645英尺）。